# John Call Dalton
John Call Dalton (Chelmsford, 2 febbraio 1825 – 12 febbraio 1889) è stato un fisiologo statunitense.

## Biografia
Nato a Chelmsford, in Massachusetts, conseguì la laurea in medicina presso l'Università di Harvard e approfondì gli studi in Francia con il fisiologo Claude Bernard. Divenne professore di fisiologia al College of Physicians and Surgeons della Columbia University di New York, dove ebbe come assistente William Stewart Halsted.
L'anatomia del cervello fu disegnata principalmente dagli europei prima degli schizzi più dettagliati e precisi fatti da Dalton. Egli ricevette un premio dall'American Medical Association nel 1851 per il suo saggio Corpus Luteum. Fu professore presso l'Università di Buffalo, il Vermont Medical College e il Long Island College Hospital. Nel 1884 divenne presidente del College of Physicians and Surgeons di New York.
Lavorò come chirurgo per il servizio nazionale durante la guerra civile americana dal 1861 al 1864. Prima delle sue dimissioni nel 1864, Dalton era un membro di spicco nel corpo medico del servizio nazionale. Servì inoltre come ispettore medico nel 6º corpo d'armata e fu in seguito trasferito all'Armata del Potomac, dove fu nominato ispettore medico capo degli ospedali da campo.
Nel 1866 divenne sovrintendente sanitario del New York Metropolitan Board of Health e nel 1869 implementò il sistema di ambulanze a New York.
Dalton fu un convinto sostenitore della vivisezione. Condusse esperimenti su animali vivi presso l'Università di Buffalo e promosse la vivisezione nelle scuole di medicina degli Stati Uniti. Nel 1866 scrisse Vivisection: What It Is and What It has Accomplished per la New York Academy of Medicine, in cui riassunse perché riteneva utile la vivisezione.

## Opere
- (EN) The Corpus Luteum of Menstruation and Pregnancy, Philadelphia, T. K. & P. G. Collins, 1851.
- (EN) A Treatise on Human Physiology; Designed for the Use of Students and Practitioners of Medicine, Philadelphia, Blanchard & Lea, 1864.
- (EN) A Treatise on Physiology and Hygiene: For Schools, Families, and Colleges, London, Sampson Low, Son & Marston, 1868.
- (EN) Doctrines of the Circulation: A History of Physiological Opinion and Discovery, in Regard to the Circulation of the Blood, Philadelphia, Henry C. Lea’s Son & Co., 1884.
- (EN) Topographical Anatomy of the Brain, Philadelphia, Lea Brothers & Co., 1885.
- (EN) John Call Dalton, M.D., U.S.V., Cambridge, Mass., The Riverside Press, 1892.